# LATAM Cargo Colombia
LATAM Cargo Colombia, precedentemente nota come Línea Aérea Carguera de Colombia S.A. (LANCO), è una compagnia aerea cargo con sede a Bogotà . LANCO ha operato con il proprio marchio per un breve periodo nel 2009, quando è stata modificata nell'aspetto della consociata LAN Cargo. È interamente di proprietà di LATAM Airlines Group, consociata con LATAM Cargo Chile e LATAM Cargo Brasil, e il suo hub principale è l'aeroporto di Bogotà-El Dorado.

## Flotta

### Flotta attuale
A gennaio 2024 la flotta di LATAM Cargo Colombia è così composta:

### Flotta storica
LATAM Cargo Colombia operava in precedenza con i seguenti aeromobili: